# Centre national des syndicats de Trinité-et-Tobago
Le Centre national des syndicats Trinité-et-Tobago (National Trade Union Centre of Trinidad and Tobago - NATUC) est une confédération syndicale de Trinité-et-Tobago. Il a été créé en 1991 par la fusion du Trinidad and Tobago Labour Congress (TTLC) et du Council of Progressive Trade Unions (CPTU). Il a un effectif de 80 000 personnes.
Le NATUC est affilié à la Confédération syndicale internationale, à la Confédération syndicale des travailleurs et travailleuses des Amériques et au Congrès du travail des Caraïbes.
À la suite de la Convention de 2000, les divisions ont eu lieu au NATUC qui a abouti à la formation de la Fédération des syndicats indépendants et organisations non-gouvernementales (FITUN) comme une centrale syndicale séparées.